# Deltainfluenzavirus
Deltainfluenzavirus — один из вирусов гриппа, монотипный род вирусов семейства Ортомиксовирусы, прежние названия: Influenzavirus D, Influenza D virus; русское название — Вирус гриппа D.
Вирус гриппа D вызывает грипп у домашних (сельскохозяйственных) животных, преимущественно у крупного рогатого скота. Случаи развития болезни у людей не выявлены.

## История обнаружения
Deltainfluenzavirus впервые обнаружен в 2011 году в пробе от свиньи как вариант Gammainfluenzavirus (вирус гриппа C), первый выделенный образец получил название C/Oklahoma/1334/2011, сокращённо — C/OK. Затем эти вирусы был выявлены у крупного рогатого скота (КРС) и других животных. Первое время исследователи относили эти вирусы к виду гриппа C. В дальнейшем был выделен отдельный род — Influenza D virus.
Предположительно, вирус гриппа D произошёл от человеческого вируса гриппа C (Gammainfluenzavirus) от 300 до 1,5 тыс. лет назад. Генетический материал вириона состоит из семи сегментов РНК. Геном вируса гриппа D на 50 % отличается от генома вируса гриппа C и между ними не образуются рекомбинанты, а также для них отсутствует перекрёстная реактивность антител.
Ретроспективный анализ выявил, что среди домашних животных вирус начал циркулировать на североамериканском континенте не позднее 2002 года (M. Quast с соавт., 2015). Основным резервуаром патогена служит КРС, но также он инфицирует мелких жвачных животных, лошадей, верблюдов, свиней, в том числе и в дикой природе.

## Строение
Deltainfluenzavirus — это РНК-вирус. Его однониточный геном состоит из семи сегментов РНК, которые кодируют 9 белков.
Белки вируса:
- гликопротеин HEF (слияние гемагглютинин-эстераза, англ. hemagglutinin esterase fusion)[8];
- полимераза PB2;
- полимераза PB1;
- полимераза P3;
- нуклеопротеин NP;
- матричный белок M1;
- матричный белок CM2;
- неструктурный белок NS1;
- неструктурный белок NEP.

## Эпидемиология
Крупный рогатый скот является естественным резервуаром для Deltainfluenzavirus, у них он вызывает симптомы лёгкого респираторного заболевания. Вирус также поражает свиней (домашних и диких) и встречается у мелкого рогатого скота (овец и коз). Deltainfluenzavirus может передаваться людям, но он не вызывает у людей заболевания и люди не становятся его носителями (у людей, контактировавших с коровами, были обнаружены антитела к этому вирусу, но заражённых людей не выявлено).
Этот респираторный вирус провоцирует развитие бактериальных инфекций, что может проявляться как поражение паренхимы лёгких, замедление скорости роста, снижение надоев, задержка вступления в репродукцию. У КРС и коз при тяжёлом течении болезни вирус может проникать в кровь через капилляры, выстилающие дыхательные пути. Телята имеют пассивный иммунитет, обусловленный естественным вскармливанием, который ослабевает к возрасту 6–8 месяцев, и животные становятся восприимчивы к инфекции.
Дикие кабаны заражаются этим вирусом и могут представлять опасность как переносчики между дикими и домашними животными.
В лабораторных экспериментах было продемонстрировано, что Deltainfluenzavirus может заражать хорьков и морских свинок. У последних он реплицируется как в верхних, так и в нижних дыхательных путях, включая лёгкие. Кроме этого, гипотетически возможен прямой путь передачи между морскими свинками.
В лабораторных условиях (при использовании 9-O-ацетил-N-ацетилнеураминовой кислоты как определителя рецептора HEF) было обнаружено, что вирус успешно реплицируется в культуре дифференцированных  клеток эпителия дыхательных путей человека в диапазоне температур 33–37 °С.
Показано, что у свиней давление отбора на вирус выше, чем у КРС и коз, поэтому нельзя исключать возможность того, что при успешной адаптации патогена произойдёт его широкое распространение среди домашних свиней, а учитывая сходство рецепторов свиньи и человека, то и среди людей.
Из инактивированного вируса была создана вакцина для коров, однако она показала невысокую степень защиты от заболевания.